# Geoffrey Sella
Pour les articles homonymes, voir Sella.
Pas d'image ? Cliquez ici

a Compétitions nationales et continentales officielles uniquement.

b Matchs officiels uniquement.
Dernière mise à jour le 17 juillet 2025.
Geoffrey Sella, né le 14 décembre 1992 à Agen (France), est un joueur français de rugby à XV évoluant au poste de centre.
Son père, Philippe Sella, est un joueur international français de rugby à XV.

## Biographie
Geoffrey Sella est formé au SU Agen (où il fait également de l'athlétisme), où il évolue jusqu'en juniors Crabos. En parallèle de ses études, il part en Afrique du Sud où il joue pour l'équipe de l'université de Stellenbosch, puis en Angleterre chez les Saracens.
En 2013, il rejoint le Biarritz olympique, où il fait ses débuts en équipe première le 14 septembre au Stade toulousain,. Après deux saisons où il joue 13 rencontres et devient capitaine de l'équipe espoir, il signe au RC Massy, où il retrouve l'entraîneur Didier Faugeron.
Le 27 mars 2019, il annonce être contraint de mettre sa carrière entre parenthèses en raison d'une succession de quatre commotions cérébrales en sept mois. Il indique deux ans après subir des séquelles qui ont amené des médecins à lui accorder une incapacité permanente de travail de 25 %.

## Statistiques en équipe nationale
- France à sept : 6 sélections, 7 points